# Département de Fray Justo Santa María de Oro
Le département de Fray Justo Santa María de Oro est une des 25 subdivisions de la province du Chaco, en Argentine. Son chef-lieu est la ville de Santa Sylvina.
Le département a une superficie de 2 205 km2. Sa population s'élevait à 10 485 habitants au recensement de 2001.

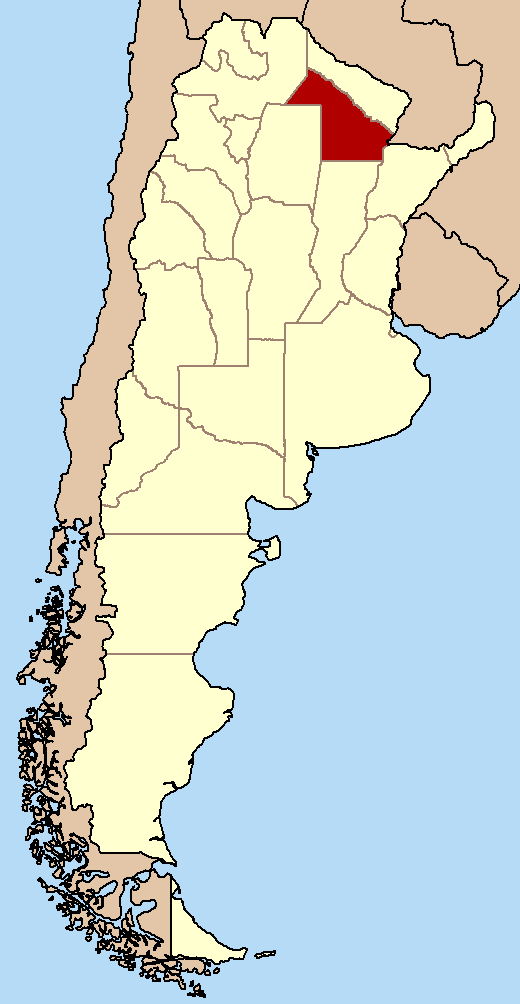
Localisation de la province du Chaco en Argentine.

## Villes et localités
- Chorotis
- Santa Sylvina, chef-lieu.